# Lijst van onroerend erfgoed in Antwerpen/Historisch Centrum

Statistische sectoren in Historisch Centrum:
1) Scheldekaden Noord
2) Antwerpen Kern - Oude Stad
3) Klapdorp - Brouwersvliet
4) Hoogstraat
5) Groenplaats

Het Historisch Centrum van de Stad Antwerpen kent 887  panden die zijn erkend als onroerend erfgoed, hieronder een overzicht.

## Scheldekaden Noord
| Object                                        | Erfgoedstatus? | Bouwjaar of architect | Deelgemeente | Adres                | Coördinaten                   | Nummer? | Afbeelding                                    |
| --------------------------------------------- | -------------- | --------------------- | ------------ | -------------------- | ----------------------------- | ------- | --------------------------------------------- |
| Afdaken 20-21                                 | Ja             |                       | Antwerpen    | Ernest Van Dijckkaai | 51° 13' 8" NB, 4° 23' 40" OL  | 4501    | Upload foto                                   |
| Zuiderterras                                  | Ja             |                       | Antwerpen    | Ernest Van Dijckkaai | 51° 13' 13" NB, 4° 23' 44" OL | 4502    | Zuiderterras                                  |
| Afdaken 22-23 aan de Jordaenskaai             |                |                       | Antwerpen    | Jordaenskaai         | 51° 13' 26" NB, 4° 23' 53" OL | 4503    | Afdaken 22-23 aan de Jordaenskaai             |
| Kaaimuur van de Scheldekaaien met meerpalen   |                |                       | Antwerpen    | Ernest Van Dijckkaai |                               | 211470  | Kaaimuur van de Scheldekaaien met meerpalen   |
| Havenhekwerk en linden langs de Scheldekaaien |                |                       | Antwerpen    | Ernest Van Dijckkaai |                               | 211471  | Havenhekwerk en linden langs de Scheldekaaien |
| Paviljoen van het Zuiderterras                |                |                       | Antwerpen    | Ernest Van Dijckkaai |                               | 211692  | Paviljoen van het Zuiderterras                |
| Maritiem park                                 | Ja             |                       | Antwerpen    | Jordaenskaai         | 51° 13' 23" NB, 4° 23' 51" OL | 200856  | Maritiem park                                 |
| Kaaimuur van de Scheldekaaien met meerpalen   |                |                       | Antwerpen    | Jordaenskaai         |                               | 211470  | Upload foto                                   |
| Havenhekwerk en linden langs de Scheldekaaien |                |                       | Antwerpen    | Jordaenskaai         |                               | 211471  | Upload foto                                   |
| Noorderterras en paviljoen                    |                |                       | Antwerpen    | Jordaenskaai         |                               | 211693  | Noorderterras en paviljoen                    |
| Wall of Remembrance                           |                |                       | Antwerpen    | Jordaenskaai         |                               | 212398  | Upload foto                                   |
| Havenhekwerk en linden langs de Scheldekaaien |                |                       | Antwerpen    | Orteliuskaai         |                               | 211471  | Upload foto                                   |
| Aanlegkade aan het Steenplein                 |                |                       | Antwerpen    | Steenplein           |                               | 212116  | Upload foto                                   |
| Flandriakiosk                                 |                |                       | Antwerpen    | Steenplein           |                               | 212117  | Flandriakiosk                                 |

## Antwerpen Kern - Oude Stad
De statistische sector Antwerpen Kern - Oude Stad  kent 444 beschermde panden, zie de lijst van onroerend erfgoed in Antwerpen Kern - Oude Stad.

## Klapdorp - Brouwersvliet
De statistische sector Klapdorp - Brouwersveld kent 1 beschermd pand:
| Object                 | Erfgoedstatus? | Bouwjaar of architect | Deelgemeente | Adres               | Coördinaten                  | Nummer? | Afbeelding  |
| ---------------------- | -------------- | --------------------- | ------------ | ------------------- | ---------------------------- | ------- | ----------- |
| Hoekhuis met Keistraat | Ja             |                       | Antwerpen    | Sint-Paulusplaats 4 | 51° 13' 31" NB, 4° 24' 6" OL | 4550    | Upload foto |

## Hoogstraat
De statistische sector Hoogstraat kent 245 geïnventariseerde panden, zie de lijst van onroerend erfgoed in Hoogstraat.

## Groenplaats
De statistische sector Groenplaats kent 183 geïnventariseerde panden, zie de lijst van onroerend erfgoed in Groenplaats.

District Antwerpen: Antwerpen-Noord · Brederode · Centraal Station · Dam · Eilandje · Haringrode · Harmonie · Havengebied · Historisch Centrum (Oude Stad · Hoogstraat · Groenplaats) · Kiel · Linkeroever · Luchtbal-Rozemaai-Schoonbroek · Markgrave · Meirwijk · Middelheim · Schipperskwartier · Sint-Andries · Stadspark · Tentoonstellingswijk · Theaterbuurt · Universiteitsbuurt · Zuid · Zurenborg

Overige districten: Berchem · Berendrecht-Zandvliet-Lillo · Borgerhout · Deurne · Ekeren · Hoboken · Merksem · Wilrijk

Onroerend erfgoed in de provincie Antwerpen